# Raija Sollamo
Raija Tellervo Sollamo, född Pursula 9 december 1942 i Padasjoki, är en finländsk teolog. 
Sollamo blev teologie doktor 1980, var biträdande professor i Bibelns grundspråk vid Helsingfors universitet 1982–1998 och blev professor i ämnet 1998. Hon var dekanus för teologiska fakulteten 1992–1998 och universitetets prorektor 1998–2003. Hon har främst studerat Septuaginta och Dödahavsrullarna. Hon har även ägnat sig åt teologisk kvinnoforskning och publicerat böcker om bibliska kvinnor.  År 2006 utnämndes hon till ledamot av Finska Vetenskapsakademien.